# Ochota (Budy Szynczyckie)
Ochota – część  wsi Budy Szynczyckie w Polsce położona w województwie łódzkim, w powiecie piotrkowskim, w gminie Czarnocin. Dawniej samodzielna miejscowość.
W latach 1975–1998 miejscowość administracyjnie należała do województwa piotrkowskiego.